# Концертная симфония
Концертная симфония — произведение для одного или нескольких солистов-инструменталистов и оркестра, промежуточная музыкальная форма между симфонией и инструментальным концертом. Представлена в музыке XVII-XXI веков.
Примеры произведений в этом жанре:
- Й. Гайдн. Концертная симфония для гобоя, фагота, скрипки и виолончели с оркестром.
- В. А. Моцарт. Концертная симфония для скрипки и альта с оркестром
- В. А. Моцарт. Концертная симфония для духовых и оркестра
- Г. Берлиоз. «Гарольд в Италии» — симфония для альта с оркестром
- Л. В. Маурер. Концертная симфония для четырёх скрипок с оркестром
- Ш. Видор. Десять симфоний для органа с оркестром
- К. Сен-Санс. Симфония № 3 для органа с оркестром
- Ф. Шмитт. Концертная симфония для фортепиано с оркестром
- В. Фуртвенглер. Симфонический концерт для фортепиано с оркестром h-moll
- Э. Направник. Симфонический концерт для фортепиано с оркестром a-moll, op.27
- С. С. Прокофьев. Симфония-концерт для виолончели с оркестром
- В. А. Золотарёв. 4 концертных симфонии для баяна с оркестром
- Ж. Йонген. Концертная симфония для органа с оркестром
- Ж. Ибер. Концертная симфония для гобоя и оркестра
- А. Пануфник. Концертная симфония (№ 3) для флейты и арфы с оркестром